# Мятежная Луна: Оставляющая шрамы
«Мятежная Луна, часть 2: Оставляющая шрамы» (англ. Rebel Moon: The Scargiver) — фантастический фильм Зака Снайдера, вторая часть цикла «Мятежная Луна». Прямое продолжение фильма «Мятежная Луна: Дитя огня» (2023). Действие фильма происходит на луне Вельдта, где Кора и команда воинов решаются помочь фермерам защитить свой дом от Материнского мира и сражаться за него. София Бутелла, Джимон Хонсу, Эд Скрейн, Мишель Хьюсман, Дуна Пэ, Рэй Фишер, Стаз Наир, Фра Фи, Элиза Даффи, Шарлотта Мэгги, Стюарт Мартин, Кэри Элвес и Энтони Хопкинс повторяют свои роли из «Части первой: Дитя огня».
«Мятежная Луна, часть 2: Оставляющая шрамы» была показана в некоторых кинотеатрах США 12 апреля 2024 и выпущена на стриминговом сервисе Netflix 19 апреля 2024 года. Как и её предшественник, она получила в целом негативные отзывы критиков. Расширенная версия с рейтингом R будет выпущена позже.

## Сюжет
Действие фильма происходит в будущем. В центре сюжета мирная колония на окраине вселенной, которой угрожает тиран по имени Балисариус.

## В ролях
- София Бутелла — Кора
- Чарли Ханнэм — Кай
- Рэй Фишер — Дарриан Бладэкс
- Джимон Хонсу — генерал Тит
- Михил Хёйсман — Гуннар
- Пэ Ду На — Немезида
- Энтони Хопкинс — JC-1435
- Стюарт Мартин — Дэн
- Стаз Наир — Тарак
- Альфонсо Эррера — Кассий
- Кэри Элвес — король

## Производство и премьера
Летом 2021 года стало известно о начале работы над фильмом «Мятежная Луна». Производством занялся Netflix, сценарий написали Зак Снайдер, Шэй Хаттен и Курт Джонстэд, продюсерами стали Зак Снайдер и Дебора Снайдер. Главную роль получила София Бутелла. 21 февраля 2023 года появились данные о том, что картину разделят на две части, 21 августа — о том, что вторая часть будет называться «Оставляющая шрамы». Её покажут в 19 апреля 2024 года. Об окончании съёмок «Оставляющей шрамы» было объявлено 14 августа 2023 года.

## Критика
На сайте-агрегаторе рецензий Rotten Tomatoes 18 % из 61 рецензии критиков являются положительными, со средней оценкой 3,8/10. Консенсус веб-сайта гласит: «Второй фильм - это не коррекция курса, а объединение всего, что запутано в его предшественнике. Это скучная космическая опера, полная фальшивых нот». Metacritic, использующий средневзвешенное значение, присвоил фильму оценку 36 из 100 на основе 21 критика, что указывает на «в целом неблагоприятные» отзывы.

## Будущее
В апреле 2024 года соавтор сценария Курт Джонстад объявил, что, хотя первоначальные планы заключались в создании трилогии фильмов, в конечном итоге франшиза будет состоять всего из шести фильмов; объясняя, что истории каждой оригинальной части были разделены на две части. Сценарист заявил, что обработка третьего и четвёртого фильмов завершена, и в настоящее время Снайдер пишет сценарий для третьего фильма. В тот же день Снайдер заявил, что общее количество фильмов в сериале будет либо четыре, либо шесть, в зависимости от того, будут ли вторая и третья части трилогии разделены на двухсерийный фильм.